# McKesson
McKesson Corporation er en amerikansk lægemiddelgrossist. Udover medicin distribueres også sundheds-it, medicinsk udstyr og plejeprodukter. Virksomheden leverer 1/3 af alle lægemidler i Nordamerika og har over 78.000 ansatte. McKesson havde i 2021 en omsætning på 238,2 mia. amerikanske dollar.
Den blev etableret i New York City som Charles M. Olcott i 1828 og fik i 1833 navnet Olcott, McKesson & Co. efter Charles Olcott og John McKesson.